# ماجراجویی عجیب و غریب جوجو: صلیبیون گردستاره‌ای
ماجراجویی عجیب و غریب جوجو: صلیبیون گردستاره‌ای (به انگلیسی: JoJo's Bizarre Adventure: Stardust Crusaders) ⁪ (ژاپنی: ジョジョの奇妙な冒険 スターダストクルセイダース هپبورن: JoJo no Kimyō na Bōken Sutādasuto Kuruseidāsu) فصل دوم انیمه ماجراجویی عجیب و غریب جوجو ساخته استودیو دیوید پروداکشن است که بر اساس مجموعه مانگا به همین نام نوشته هیروهیکو آراکی ساخته شده که اقتباس از بخش سوم مانگا به نام صلیبیون گردستاره‌ای محسوب می‌شود.
این مجموعه در ۴۸ قسمت پخش شد که به دو بخش ۲۴ قسمته تقسیم شد. بخش اول از ۵ آوریل تا ۱۳ سپتامبر ۲۰۱۴ در شبکه‌های توکیو متروپولیتن تلویژن، ام‌بی‌اس و انیماکس پخش شد. بخش دوم با عنوان نبرد در مصر بین ۱۰ ژانویه تا ۲۰ ژوئن ۲۰۱۵ پخش شد. در خارج از آسیا این مجموعه در سرویس استریم کرانچی‌رول پخش شد.